# Žana Lelas
Žana Lelas, née le 28 mai 1970 à Split (Yougoslavie) et morte le 15 septembre 2021 dans la même ville, est une joueuse yougoslave de basket-ball. Elle évoluait au poste de pivot.

## Palmarès

### Avec la Yougoslavie
- Vice-championne olympique 1988
- Vice-championne d'Europe 1991